# درة اسب (مقاطعة ديواندرة)
درة اسب (بالفارسية: دره اسب) هي قرية تقع في قسم قراتورة الريفي (مقاطعة ديواندرة) في إيران. يقدر عدد سكانها بـ 389 نسمة بحسب إحصاء 2016.